# Pauwelviering

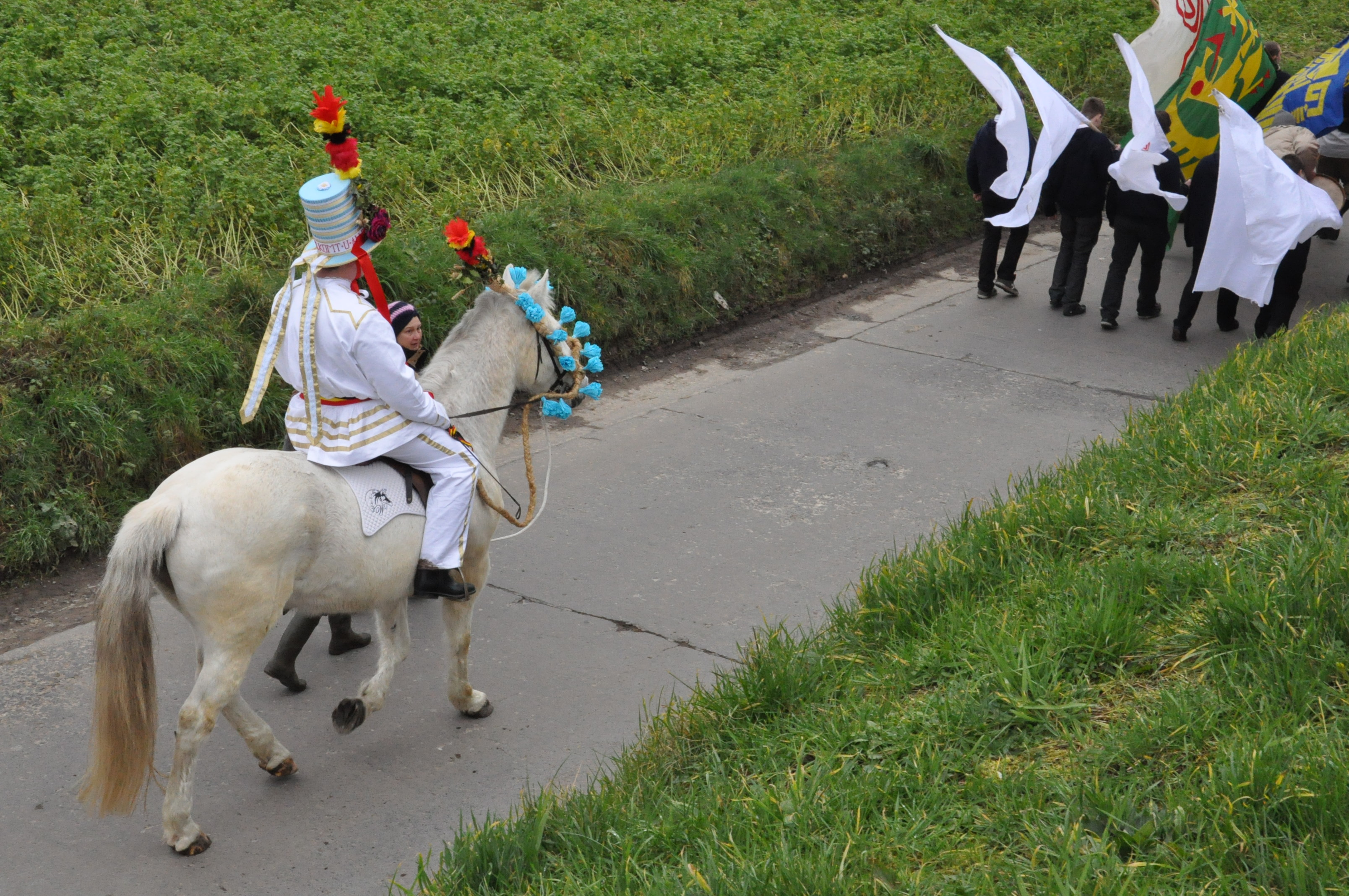
De Pauwelviering in 2012

De Pauwelviering is een authentiek folkloristisch feest in Galmaarden (Vlaams-Brabant) dat reeds sinds eeuwen vergroeid is met het dorp (en meer bepaald met het gehucht Sint-Paulus). De feestelijkheden geschieden op de eerste zondag volgend op 25 januari of op de dag zelf indien dit een zondag is. Op 7 juli 2016 werd de Pauwelviering door Vlaanderen erkend als immaterieel cultureel erfgoed.. Onder meer aan de Pauwelhoeve en de Sint-Pauluskapel gaan de feestelijkheden door. 

## Herkomst van de traditie
Over het ontstaan van de Pauwelviering bestaan verschillende legendarische verklaringen:
- De eerste legende ligt in het verlengde van het verhaal van krakelingen uit het naburige Geraardsbergen. Na omsingeling van Geraardsbergen door Walter van Edingen in 1381 bleven de doden in groten getale op de velden liggen, zodat vele ziekten onder mens en dier ontstonden. Er woedde een vreselijke pest. Op het feest van Paulus' Bekering (25 januari) 1382 verscheen te midden van alle onheil een witte ruiter, die roggebroodjes uitdeelde. De mensen aten ervan en de pest verdween. De onbekende witte ruiter, aan wie men de redding te danken had, was de heilige Paulus, de patroon van de plaatselijke kapel.[2]

- Een tweede verklaring luidt: Rond de jaren 1300-1400 stond er op het gehucht Sint-Paulus te Galmaarden een klooster dat afhing van de Sint-Adriaansabdij te Geraardsbergen. De prior was in die tijd een zekere Paulus. Tijdens een bepaald jaar gebeurde het dat de landbouw in de streek geteisterd werd door het "steken van de worm". Een echte ramp voor de boeren. Hoe zij ook werkten en wroeten, niets verhielp de plaag. Radeloos zagen zij hun beste vruchten op het veld wegkwijnen en de schoonste dieren uit hun stallen sterven. Ten einde raad gingen zij de prior van het klooster opzoeken en smeekten hem om hulp. De pater bekwam van de paus de toelating om brood te wijden en uit te delen tegen de verschrikkelijke landbouwplaag. Het wonder geschiedde, de plaag verdween. Weldra was dit wonderlijk voorval ook in de omliggende dorpen bekend en van heinde en verre kwam men naar het klooster om er zich de wonderbroodjes aan te schaffen. Van jaar tot jaar steeg de vraag naar de pauwelbroodjes, zodat besloten werd de broodjes kleiner te maken, om zo met dezelfde hoeveelheid graan meerderen tevreden te stellen. Ook de brooduitdeling vergde te veel tijd en daarom stelde de prior voor de broodjes te werpen over het volk. Gezien echter ook de uitgaven voor het brood de inkomsten ver overtroffen werd overeengekomen dat de inwoners van het dorp en het omliggende in de onkosten zouden tussenkomen. Daarom werd daags voor het feest door enige mannen een omhaling gehouden. Na enkele jaren ontstond er spijtig genoeg misbruik. Er waren er die rondgingen voor hun eigen zak. Daarom ging de Pauwel zelf mee als bewijs van echtheid.[3]